# Campeonato Paraense de Muaythai
O Campeonato Paraense de Muaythai regido pela Federação de Muaythai Tradicional do Estado do Pará, é a única competição estadual que serve de seletiva oficial para o Campeonato Brasileiro de Muaythai Tradicional da CBMTT, que por conseguinte é a única competição nacional a servir de seletiva para o Mundial de Muaythai da Federação Internacional de Muaythai Amador (IFMA).

## História
Após um hiato de vários anos sem representação oficial da Confederação Brasileira de Muaythai Tradicional, o Campeonato Paraense de Muaythai Tradicional teve sua oficialidade restaurada com a criação da Federação de Muaythai Tradicional do Estado do Pará (FMTTEPA), onde a competição foi reformulada usando as regras e normas internacionais, e agora servindo de seletiva para o único Campeonato Nacional de Muaythai que garante vaga no Mundial da modalidade. A primeira edição oficial da seletiva Paraense sob a direção da FMTTEPA, foi realizada no Ginásio Altino Pimenta nos dias 15 e 16 de agosto de 2015, e teve 30 categorias, divididas em masculino, feminino e juniores.

## Participantes
Participam do Campeonato Paraense de Muaythai, lutadores nascidos ou radicados no estado, inscritos pelo líder de sua equipe, devendo todos estarem devidamente filiados a Federação de Muaythai Tradicional do Estado do Pará e a Confederação Brasileira de Muaythai Tradicional.

## Categorias de peso
O Campeonato Paraense de Muaythai Tradicional segue os mesmos critérios de categoria de peso da Confederação Brasileira de Muaythai Tradicional.
|                                          | \| Categorias de peso de acordo com a CBMTT \| \| \| Categoria \| Peso (Kilos) \| \| Mosca Ligeiro \| 45 – 48 kg \| \| Mosca \| 48–51 kg \| \| Galo \| 51 – 54 kg \| \| Pena \| 54 – 57 kg \| \| Leve \| 57 – 60 kg \| \| Super Leve \| 60 - 63,5 kg \| \| Meio Médio Ligeiro \| 63,5 – 67 kg \| \| Meio Ligeiro \| 67 – 71 kg \| \| Médio \| 71 – 75 kg \| \| Meio Pesado \| 75 – 81 kg \| \| Cruzador \| 81 – 86 kg \| \| Pesado \| 86 – 91 kg \| \| Super Pesado \| 91 kg - em diante \| O campeonato Paraense utiliza-se das regras internacionais, as mesmas utilizadas no Mundial de Muaythai da IFMA, com árbitros oficialmente certificados pela CBMTT. O próximo Campeonato Paraense de Muaythai Tradicional está previsto para acontecer nos dias 18 e 19 de junho de 2016 em local a ser definido. 1. 2. - Site Oficial da CBMTT - Site Oficial da FMTTEPA - Site Oficial da IFMA |
| Categorias de peso de acordo com a CBMTT | |
| Categoria                                | Peso (Kilos) |
| Mosca Ligeiro                            | 45 – 48 kg |
| Mosca                                    | 48–51 kg |
| Galo                                     | 51 – 54 kg |
| Pena                                     | 54 – 57 kg |
| Leve                                     | 57 – 60 kg |
| Super Leve                               | 60 - 63,5 kg |
| Meio Médio Ligeiro                       | 63,5 – 67 kg |
| Meio Ligeiro                             | 67 – 71 kg |
| Médio                                    | 71 – 75 kg |
| Meio Pesado                              | 75 – 81 kg |
| Cruzador                                 | 81 – 86 kg |
| Pesado                                   | 86 – 91 kg |
| Super Pesado                             | 91 kg - em diante |